# 12753 Повенмаєр
12753 Повенмаєр (12753 Povenmire) — астероїд головного поясу, відкритий 18 квітня 1993 року.
Тіссеранів параметр щодо Юпітера — 3,341.